# Лекс Лутор
Александър „Лекс“ Лутор Младши (на английски: Alexander "Lex" Luthor Jr.) е измислен персонаж, суперзлодей на ДиСи Комикс. Той е най-големият враг на Супермен. Първата му поява е в Action Comics#23 през април 1940 година. Негови създатели са Джери Сийгъл и Джо Шустър. Лутор е описван като „могъщ-зъл учен“ в технологическия прогрес. Той е собственик на наследената от него компания ЛексКорп. Най-известната му поява в анимацията е в Суперприятелите. Показват го като лидер на Легиона на гибелта. Озвучава се от Стан Джоунс. През 1988 година Ръби-Спиърс правят анимация със същото име на супергероя. Лекс Лутор се озвучава от Майкъл Бел. В Супермен: Анимационният сериал се озвучава от Кланси Браун, както и в Лигата на Справедливостта и Лигата на справедливостта без граници. Появява се в Лигата на справедливостта: Новата граница. Кланси Браун упражнява ролята си, за да озвучава героя си в Батман (The Batman) и във филма на Батман\Супермен: Обществени врагове(Batman\Superman: Public Enemies).